# Casti-Wergenstein
Casti-Wergenstein (toponimo tedesco; in romancio Casti-Vargistagn) è stato un comune svizzero del Canton Grigioni, nella regione Viamala (fino al 2015 nel distretto di Hinterrhein).

## Geografia fisica
Il comune si trovava nello Schamserberg (toponimo tedesco; in romancio Muntogna da Schons), il versante sinistro dello Schams lungo il Reno Posteriore; il punto più elevato del comune era la cima del Bruschghorn (3 056 m s.l.m.), sul confine con Safiental.

## Storia
Il comune è stato istituito nel 1923 con la fusione dei comuni soppressi di Casti e Wergenstein e soppresso il 31 dicembre 2020: il 1º gennaio 2021 è stato accorpato agli altri comuni soppressi di Donat, Lohn e Mathon per formare il nuovo comune di Muntogna da Schons.

## Società

### Evoluzione demografica
L'evoluzione demografica è riportata nella seguente tabella:
Abitanti censiti